# The Hits of Fleetwood Mac
Albums de Fleetwood Mac
Behind the Mask
(1990) 25 Years - The Chain
(1992)
The Hits of Fleetwood Mac est la 10e compilation du groupe rock anglo-américain Fleetwood Mac, sortie le 22 octobre 1990 sur le label Columbia Records.
Cette compilation reprend les titres (à l'exception de "The Sun Is Shinning") de la première compilation du groupe parue en 1969, The Pious Bird of Good Omen ainsi que trois titres du premier album en solo de Christine Perfect paru en 1970. On y trouve aussi "Doctor Brown" issu de l'album "Mr Wonderful" et "Merry Go Round" tiré du premier album Peter Green's Fleetwood Mac.

## Musiciens
- Mick Fleetwood: batterie, percussions sauf sur les titres 8, 9 & 15
- John McVie: basse sauf sur les titres 8, 9 & 15
- Peter Green: chant, guitare, harmonica sauf sur les titres 8, 9 & 15
- Jeremy Spencer: chant, guitare sauf sur les titres 8, 9 & 15
- Danny Kirwan: chant, guitare sauf sur les titres 8, 9, 13, 14 & 15
- Christine Perfect: claviers, chant sur les titres 4, 7, 8, 9, 12 & 15
- Eddie Boyd: chant, piano sur les titres 5 & 10
- Anthony « Top » Topham: guitare sur les titres 8, 9 & 15
- Richard Hayward : guitare sur les titres 8, 9 & 15
- Martin Dunsford : basse sur les titres 8, 9 & 15
- Chris Harding : batterie sur les titres 8, 9 & 15

## Liste des titres
| No  | Titre                                                               | Auteur                           | Durée |
| --- | ------------------------------------------------------------------- | -------------------------------- | ----- |
| 1.  | Albatross (single, 1969)                                            | Peter Green                      | 3:07  |
| 2.  | Need Your Love So Bad (single, 1969)                                | Little Willie John               | 3:51  |
| 3.  | Black Magic Woman (single, 1968)                                    | Peter Green                      | 2:46  |
| 4.  | Coming Home (de Mr Wonderful, 1968)                                 | Elmore James                     | 2:38  |
| 5.  | Just the Blues (de The Pious Bird of Good Omen, 1969)               | Eddie Boyd                       | 5:22  |
| 6.  | Jigsaw Puzzle Blues (de The Pious Bird of Good Omen, 1969)          | Danny Kirwan                     | 1:33  |
| 7.  | Stop Messin' Round (de Mr Wonderful, 1968)                          | Peter Green / G.C. Adams         | 2:18  |
| 8.  | Let Me Go (Leave Me Alone) (de Christine Perfect, 1970)             | Christine Perfect                | 3:33  |
| 9.  | I'd Rather Go Blind (de Christine Perfect, 1970)                    | Ellington Jordan / Bill Foster   | 3:14  |
| 10. | The Big Boat (de The Pious Bird of Good Omen, 1969)                 | Eddie Boyd                       | 2:35  |
| 11. | Rambling Pony (de The Pious Bird of Good Omen, 1969)                | Peter Green                      | 2:37  |
| 12. | Doctor Brown (de Mr Wonderful, 1968)                                | John Thomas Brown / Buster Brown | 3:43  |
| 13. | Looking for Somebody (de Fleetwood Mac, 1968)                       | Peter Green                      | 2:50  |
| 14. | Merry Go Round (de Fleetwood Mac, 1968)                             | Peter Green                      | 4:05  |
| 15. | Crazy 'Bout You Baby (de Christine Perfect, 1970)                   | W. Williamson                    | 3:01  |
| 16. | I Believe My Time Ain't Long (de The Pious Bird of Good Omen, 1969) | Jeremy Spencer                   | 2:55  |